# Microcerberus monodi
Microcerberus monodi är en kräftdjursart som beskrevs av Delamare-Deboutteville och Claude Chappuis 1957. Microcerberus monodi ingår i släktet Microcerberus och familjen Microcerberidae. Inga underarter finns listade i Catalogue of Life.